# Johanniskirche (Witten)

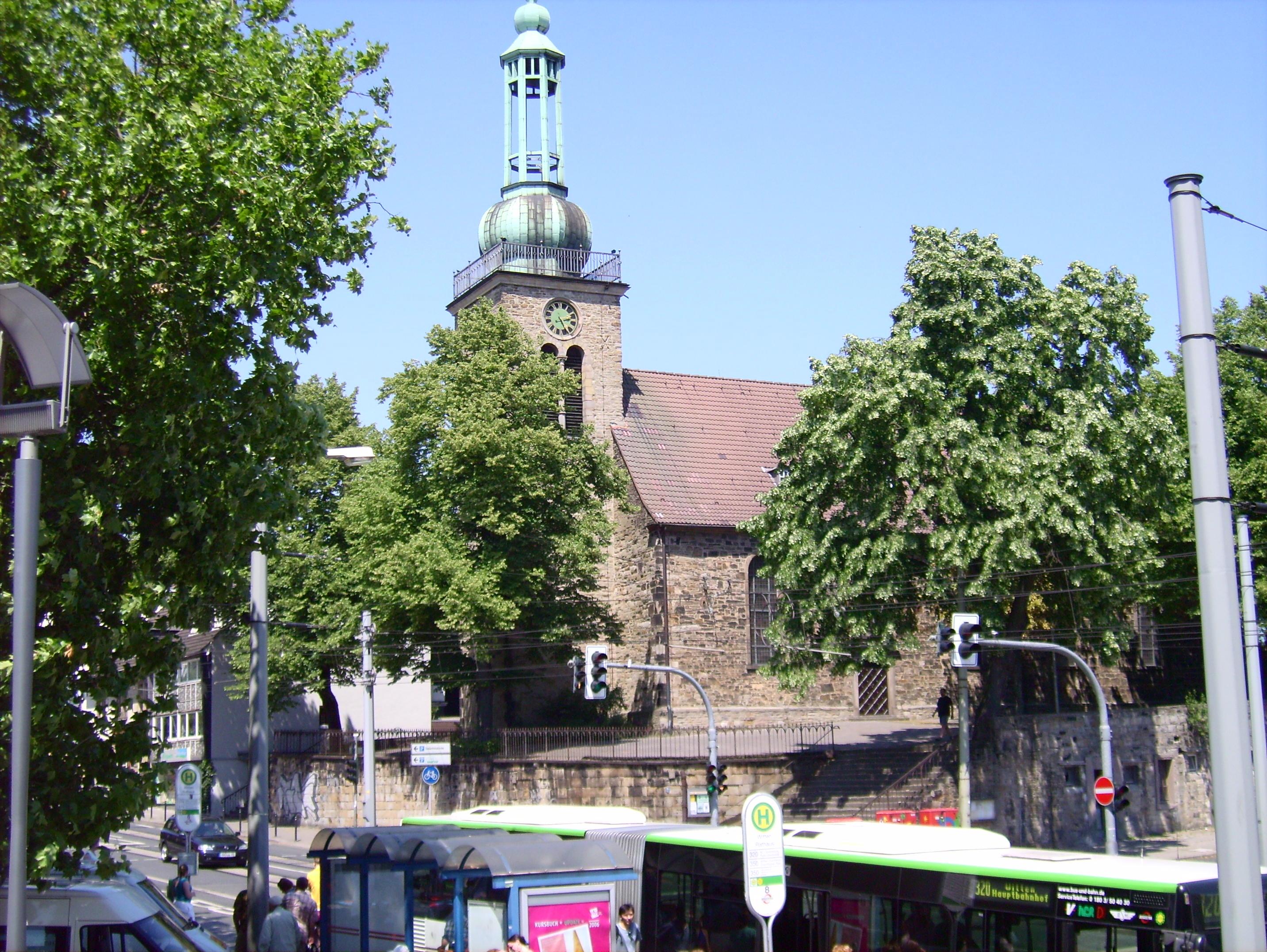
Johanniskirche

Die Johanniskirche ist ein denkmalgeschütztes, evangelisch-lutherisches Kirchengebäude in Witten, im Ennepe-Ruhr-Kreis in Nordrhein-Westfalen. Sie gilt als ältestes Gebäude der Stadt.

## Geschichte und Architektur

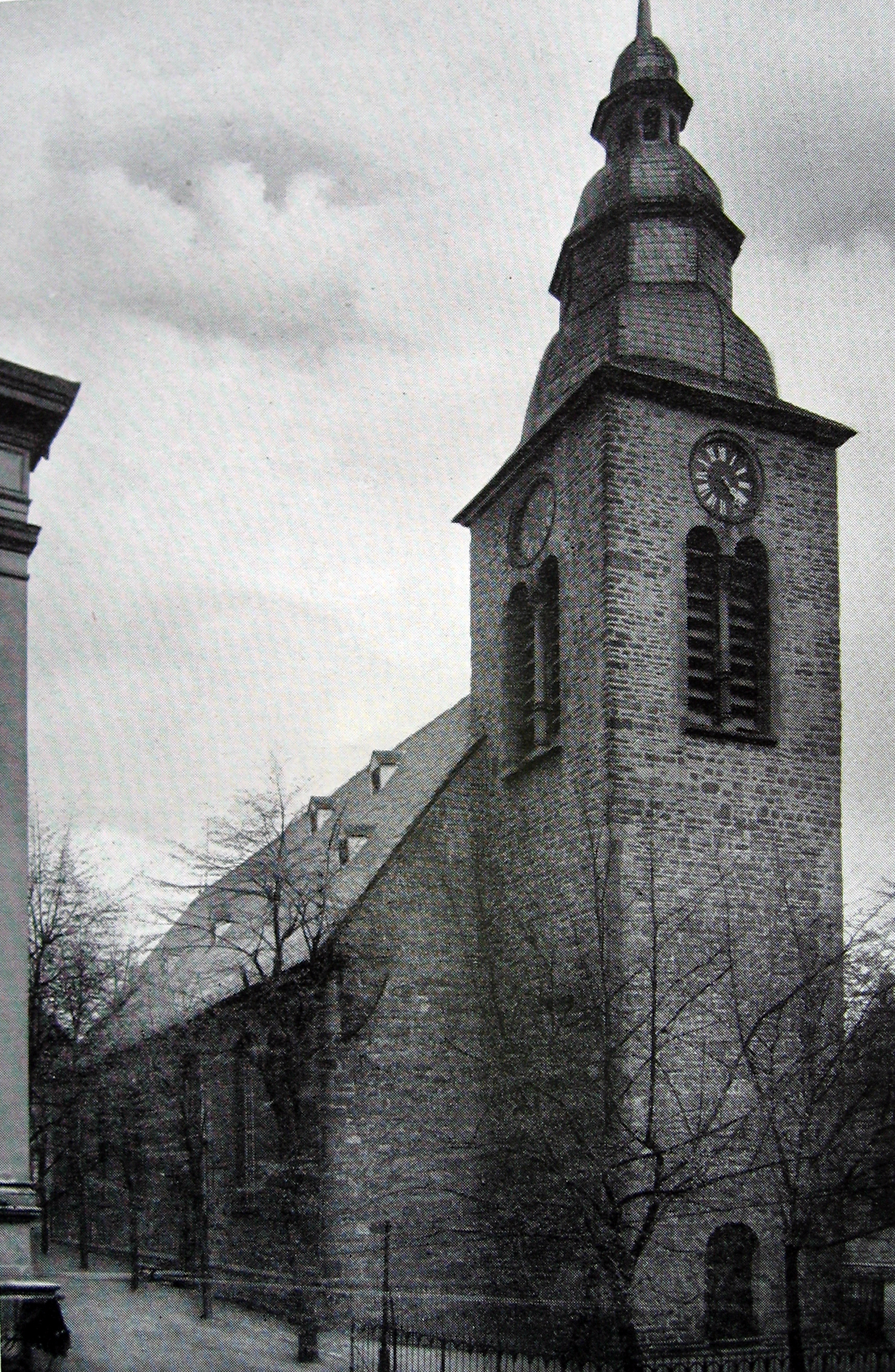
Johanniskirche, Ansicht von 1894

Die Johanniskirche ist aus der 1214 erstmals beurkundeten Pfarrkirche hervorgegangen, die Johannes dem Täufer und Dionysius von Paris geweiht war. Aufgrund von Grabungen im Umfeld der Kirche sind sich Heimatforscher inzwischen sicher, dass an ihrer Stelle bereits im 9. oder 10. Jahrhundert ein Kirchenbau – vermutlich eine kleine Kapelle – gestanden haben muss.
Mit Einzug der Reformation in Witten wurde die Johanniskirche 1582 ein evangelisches Gotteshaus. Die erste Orgel wurde 1696 von Johann Georg Alberti gebaut.

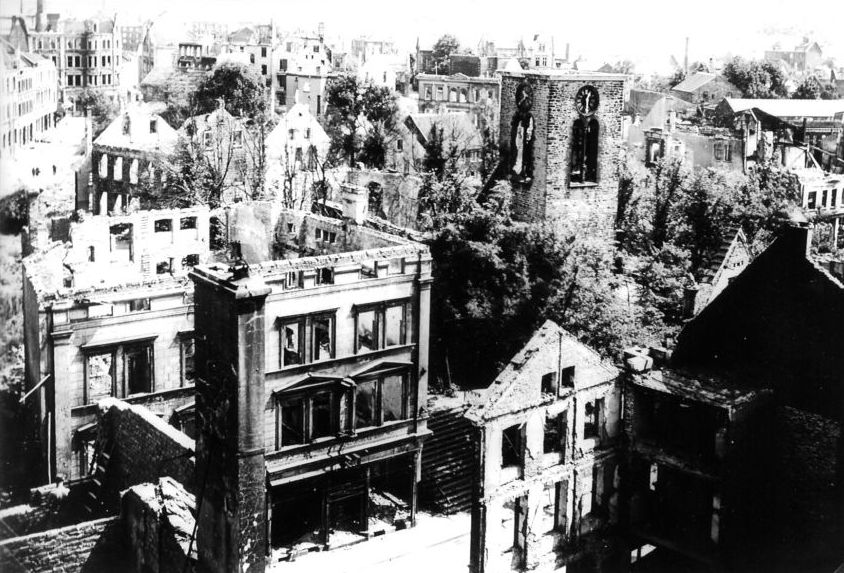
Zentrum von Witten 1945 nach Bombenangriff; Johanniskirche in der Mitte

Die Saalkirche mit dreiseitigem Chorschluss und einem Westturm steht auf einer ummauerten Terrasse oberhalb des Marktplatzes. Die 1752 errichtete Barockkirche wurde an den im Kern wohl romanischen Turm angesetzt. Das Gebäude wurde 1856 um zwei Achsen nach Osten verlängert. Nach Zerstörungen im Zweiten Weltkrieg wurde 1952 in den Umfassungsmauern ein neuer Saal eingerichtet. Die Kirchenfenster wurden von Egon Stolterfoht gestaltet. Die Turmhaube wurde 1953 aufgesetzt. Der einfache Bruchsteinbau ist durch Rundbogenfenster und Portale gegliedert. An den Portalen findet sich die Bezeichnung 1752. In den schlichten Innenraum wurde eine flachbogige Decke eingezogen.

## Glocken
Im Turm der Johanneskirche hängen heute vier Glocken:
- I. Ton cis', Gewicht 1.800 kg; gegossen 1953 von der Glockengießerei Rincker in Sinn. „Sei getreu bis in den Tod so will ich dir die Krone des Lebens geben. Offg. 2, 10.“
- II. Ton e', Gewicht 1.035 kg; gegossen 1952 von der Glockengießerei Rincker in Sinn. „Kommet her zu mir alle die ihr Mühselig und Beladen seid, ich will euch erquicken. Matth. 11,28.“
- III. Ton fis', Gewicht 715 kg; gegossen 1952 von der Glockengießerei Rincker in Sinn. „Vom Aufgang der Sonne bis zu ihrem Niedergang sei gelobet der Name des Herrn. Psalm 113.“
- IV. Ton a', Gewicht 350 kg; gegossen 1501 von Jorgen van Iserlohn. „sandta katerina byn yeh genannt, wa yeh rope, so komet to hat gewet goet lof ere und dank. hermann lutter wylhelm von witten 1501.“